# Juan Rodríguez (calciatore 2005)
Juan Martín Rodríguez Camejo (San Ramón, 30 maggio 2005) è un calciatore uruguaiano, difensore del Peñarol.

## Carriera

### Club
Rodríguez è cresciuto nel settore giovanile del Peñarol, con cui ha firmato il primo contratto professionistico nel giugno del 2022. Nel febbraio del 2024 è stato ceduto in prestito per una stagione al Boston River nell'ambito della trattativa per il trasferimento di Guzmán Rodríguez al club giallonero. Il 9 marzo ha fatto il suo esordio nel calcio professionistico giocando titolare l'incontro di Primera División vinto 2-1 contro il River Plate (M).

### Nazionale
Ha giocato nella nazionale uruguaiana Under-18.
Nel 2024 ha esordito in nazionale maggiore.
Nel 2025 ha realizzato una rete in 7 presenze nel campionato sudamericano Under-20.

## Statistiche

### Presenze e reti nei club
Statistiche aggiornate al 17 maggio 2025.
| Stagione        | Squadra         | Campionato      | Campionato | Campionato | Coppe nazionali | Coppe nazionali | Coppe nazionali | Coppe continentali | Coppe continentali | Coppe continentali | Altre coppe | Altre coppe | Altre coppe | Totale | Totale | Totale |
| Stagione        | Squadra         | Comp            | Pres       | Reti       | Comp            | Pres            | Reti            | Comp               | Pres               | Reti               | Comp        | Pres        | Reti        | Pres   | Reti   |        |
| --------------- | --------------- | --------------- | ---------- | ---------- | --------------- | --------------- | --------------- | ------------------ | ------------------ | ------------------ | ----------- | ----------- | ----------- | ------ | ------ | ------ |
| 2024            | Boston River    | PD              | 23         | 0          | CU              | 1               | 0               | -                  | -                  | -                  | -           | -           | -           | 24     | 0      |        |
| 2025            | Peñarol         | PD              | 8          | 0          | CU              | 0               | 0               | CL                 | 0                  | 0                  | SU          | 0           | 0           | 8      | 0      |        |
| Totale carriera | Totale carriera | Totale carriera | 31         | 0          |                 | 1               | 0               |                    | 0                  | 0                  |             | 0           | 0           | 32     | 0      |        |

### Cronologia presenze e reti in nazionale
| Cronologia completa delle presenze e delle reti in nazionale ― Uruguay | Cronologia completa delle presenze e delle reti in nazionale ― Uruguay | Cronologia completa delle presenze e delle reti in nazionale ― Uruguay | Cronologia completa delle presenze e delle reti in nazionale ― Uruguay | Cronologia completa delle presenze e delle reti in nazionale ― Uruguay | Cronologia completa delle presenze e delle reti in nazionale ― Uruguay | Cronologia completa delle presenze e delle reti in nazionale ― Uruguay | Cronologia completa delle presenze e delle reti in nazionale ― Uruguay |
| Data                                                                   | Città                                                                  | In casa                                                                | Risultato                                                              | Ospiti                                                                 | Competizione                                                           | Reti                                                                   | Note                                                                   |
| ---------------------------------------------------------------------- | ---------------------------------------------------------------------- | ---------------------------------------------------------------------- | ---------------------------------------------------------------------- | ---------------------------------------------------------------------- | ---------------------------------------------------------------------- | ---------------------------------------------------------------------- | ---------------------------------------------------------------------- |
| 30-5-2024                                                              | San José                                                               | Costa Rica                                                             | 0 – 0                                                                  | Uruguay                                                                | Amichevole                                                             | -                                                                      | 67’                                                                    |
| Totale                                                                 |                                                                        | Presenze                                                               | 1                                                                      |                                                                        | Reti                                                                   | 0                                                                      |                                                                        |